# Parvioris ibizenca
Parvioris ibizenca is een slakkensoort uit de familie van de Eulimidae. De wetenschappelijke naam van de soort is voor het eerst geldig gepubliceerd in 1968 door Nordsieck.